# Jonathan Burkardt
Jonathan Michael Burkardt (Darmstadt, 11 luglio 2000) è un calciatore tedesco, attaccante dell'Eintracht Francoforte e della nazionale tedesca.

## Caratteristiche tecniche
È un centravanti.

## Carriera

### Club
Giovanili al Darmstadt e Magonza
Cresciuto nel settore giovanile del Darmstadt, approda all'età di 14 anni nel vivaio del Magonza. Si fa notare con l'under 19 ed esordisce fra i professionisti il 15 settembre 2018, in occasione del match di Bundesliga vinto per 2-1 dal Magonza contro l'Augusta. Il 17 Giugno 2020 segna il suo primo goal in Bundesliga contro il Borussia Dortmund nella vittoria in trasferta per 0-2. La stagione 2021/2022 è la migliore per l'attaccante tedesco che segna 11 goal e 3 assist in campionato. Molto sfortunato la stagione successiva dove a frenare la sua crescita calcistica è un infortunio al ginocchio che lo tiene ai box per più di 10 mesi. Nonostante lo stop forzato la sua carriera riprende al meglio, il 7 Febbraio 2024 ritrova il goal nella sfida contro l'Union Berlino pareggiata per 1-1. Dalla stagione 2024-2025 viene promosso nel ruolo di capitano della squadra tedesca.
Passaggio all'Eintracht Francoforte
Il 4 luglio 2025 viene annunciato il suo passaggio all' Eintracht Francoforte, club con il quale firma un contratto valido fino al 2030.

### Nazionale
Dopo avere fatto la trafila delle nazionali giovanili tedesche dall'under-15 all'under-21, il 6 ottobre 2024 viene convocato per la prima volta in nazionale maggiore in sostituzione dell'infortunato Kai Havertz, con cui esordisce cinque giorni dopo nel successo per 1-2 in Nations League in casa della Bosnia ed Erzegovina.

## Statistiche

### Presenze e reti nei club
Statistiche aggiornate al 15 marzo 2025.
| Stagione          | Squadra           | Campionato        | Campionato | Campionato | Coppe nazionali | Coppe nazionali | Coppe nazionali | Coppe continentali | Coppe continentali | Coppe continentali | Altre coppe | Altre coppe | Altre coppe | Totale | Totale | Totale |
| Stagione          | Squadra           | Comp              | Pres       | Reti       | Comp            | Pres            | Reti            | Comp               | Pres               | Reti               | Comp        | Pres        | Reti        | Pres   | Reti   |        |
| ----------------- | ----------------- | ----------------- | ---------- | ---------- | --------------- | --------------- | --------------- | ------------------ | ------------------ | ------------------ | ----------- | ----------- | ----------- | ------ | ------ | ------ |
| 2018-2019         | Magonza II        | RL                | 2          | 0          | -               | -               | -               | -                  | -                  | -                  | -           | -           | -           | 2      | 0      |        |
| 2019-2020         | Magonza II        | RL                | 2          | 1          | -               | -               | -               | -                  | -                  | -                  | -           | -           | -           | 2      | 1      |        |
| Totale Magonza II | Totale Magonza II | Totale Magonza II | 4          | 1          |                 | -               | -               |                    | -                  | -                  | -           | -           |             | 4      | 1      |        |
| 2018-2019         | Magonza           | BL                | 4          | 0          | CG              | 0               | 0               | -                  | -                  | -                  | -           | -           | -           | 4      | 0      |        |
| 2019-2020         | Magonza           | BL                | 8          | 1          | CG              | 1               | 0               | -                  | -                  | -                  | -           | -           | -           | 9      | 1      |        |
| 2020-2021         | Magonza           | BL                | 29         | 2          | CG              | 2               | 0               | -                  | -                  | -                  | -           | -           | -           | 31     | 2      |        |
| 2021-2022         | Magonza           | BL                | 34         | 11         | CG              | 2               | 2               | -                  | -                  | -                  | -           | -           | -           | 36     | 13     |        |
| 2022-2023         | Magonza           | BL                | 11         | 1          | CG              | 1               | 0               | -                  | -                  | -                  | -           | -           | -           | 12     | 1      |        |
| 2023-2024         | Magonza           | BL                | 21         | 8          | CG              | 0               | 0               | -                  | -                  | -                  | -           | -           | -           | 21     | 8      |        |
| 2024-2025         | Magonza           | BL                | 22         | 15         | CG              | 1               | 1               | -                  | -                  | -                  | -           | -           | -           | 23     | 16     |        |
| Totale Magonza    | Totale Magonza    | Totale Magonza    | 129        | 38         |                 | 7               | 3               |                    | -                  | -                  |             | -           | -           | 136    | 41     |        |
| Totale carriera   | Totale carriera   | Totale carriera   | 133        | 39         |                 | 7               | 3               |                    | -                  | -                  |             | -           | -           | 140    | 42     |        |

### Cronologia presenze e reti in nazionale
| Cronologia completa delle presenze e delle reti in nazionale ― Germania | Cronologia completa delle presenze e delle reti in nazionale ― Germania | Cronologia completa delle presenze e delle reti in nazionale ― Germania | Cronologia completa delle presenze e delle reti in nazionale ― Germania | Cronologia completa delle presenze e delle reti in nazionale ― Germania | Cronologia completa delle presenze e delle reti in nazionale ― Germania | Cronologia completa delle presenze e delle reti in nazionale ― Germania | Cronologia completa delle presenze e delle reti in nazionale ― Germania |
| Data                                                                    | Città                                                                   | In casa                                                                 | Risultato                                                               | Ospiti                                                                  | Competizione                                                            | Reti                                                                    | Note                                                                    |
| ----------------------------------------------------------------------- | ----------------------------------------------------------------------- | ----------------------------------------------------------------------- | ----------------------------------------------------------------------- | ----------------------------------------------------------------------- | ----------------------------------------------------------------------- | ----------------------------------------------------------------------- | ----------------------------------------------------------------------- |
| 11-10-2024                                                              | Zenica                                                                  | Bosnia ed Erzegovina                                                    | 1 – 2                                                                   | Germania                                                                | UEFA Nations League 2024-2025 - 1º turno                                | -                                                                       | 66’                                                                     |
| 14-10-2024                                                              | Monaco di Baviera                                                       | Germania                                                                | 1 – 0                                                                   | Paesi Bassi                                                             | UEFA Nations League 2024-2025 - 1º turno                                | -                                                                       | 82’                                                                     |
| 20-3-2025                                                               | Milano                                                                  | Italia                                                                  | 1 – 2                                                                   | Germania                                                                | UEFA Nations League 2024-2025 - Quarti di finale                        | -                                                                       | 46’                                                                     |
| Totale                                                                  |                                                                         | Presenze                                                                | 3                                                                       |                                                                         | Reti                                                                    | 0                                                                       |                                                                         |

## Palmarès

### Nazionale
- Campionato d'Europa Under-21: 1

Ungheria/Slovenia 2021